# Ashbourne (Royaume-Uni)
Pour les articles homonymes, voir Ashbourne.
Ashbourne est une ville dans le Derbyshire en Angleterre, il est situé dans le district de Derbyshire Dales. Située à 20,3 kilomètres de Derby. Sa population est de 5 020 habitants (2001). Dans Domesday Book de 1086, il a été énuméré comme Essburne.

## Histoire
HMS Meynell (L82) est parrainé par la communauté civile de Ashbourne pendant la campagne nationale du Warship Week (semaine des navires de guerre) en mars 1942. Il est un destroyer de classe Hunt de type I, construit pour la Royal Navy.

## Personnalités liées à la ville
- Catherine Booth (1829-1890), co-fondé l'Armée du salut, avec son mari William Booth, y est née.
- Thomas Dyche (1695-1738), lexicographe et instituteur, y est né.
- Louis Bosworth Hurt (1856-1929), peintre paysagiste, y est né.
- Francis Charles Robert Jourdain (1865-1940), ornithologue, spécialiste des œufs, y est né.
- William Richardson Linton (1850-1908), prêtre et botaniste, y est mort.